# Hot Tuna (album)
| Recensione              | Giudizio    |
| ----------------------- | ----------- |
| AllMusic                | [ 1 ]       |
| Robert Christgau        | B+          |
| Sputnikmusic            | 3.3 (Great) |
| Piero Scaruffi          | [ 4 ]       |
| Debaser                 | [ 5 ]       |
| Dizionario del Pop-Rock | [ 6 ]       |
| 24.000 dischi           | [ 7 ]       |

Hot Tuna è il primo album dell'omonimo gruppo ed è stato pubblicato nel giugno del 1970. È un album live e contiene brani registrati nel concerto tenuto al New Orleans House di  Berkeley in California.
Nel 1996, la RCA ha pubblicato un box set intitolato In a Can che comprende la versione rimasterizzata di questo album, con cinque bravi aggiuntivi, insieme ad altri quattro CD, First Pull Up, Then Pull Down, Burgers, America's Choice e Hoppkorv, anch'essi rimasterizzati.
L'album raggiunse (5 settembre 1970) la trentesima posizione della Chart di Billboard 200.

## Tracce
Lato A
1. Hesitation Blues – 5:05 (Tradizionale; arrangiamento di Jorma Kaukonen e Jack Casady)
2. How Long Blues – 3:24 (Leroy Carr)
3. Uncle Sam Blues – 5:04 (Tradizionale; arrangiamento di Jorma Kaukonen e Jack Casady)
4. Don't You Leave Me Here – 2:50 (Jelly Roll Morton)
5. Death Don't Have No Mercy – 6:10 (Rev. Gary Davis)

Lato B
1. Know You Rider – 3:59 (Tradizionale; arrangiamento di Jorma Kaukonen e Jack Casady)
2. Oh Lord, Search My Heart – 3:47 (Rev. Gary Davis)
3. Winin' Boy Blues – 5:25 (Jelly Roll Morton)
4. New Song (For the Morning) – 4:55 (Jorma Kaukonen)
5. Mann's Fate – 5:20 (Jorma Kaukonen)

Edizione CD del 1996, pubblicato dalla RCA Records (07863 66872-2)
1. Hesitation Blues – 5:06 (Tradizionale; arrangiamento di Jorma Kaukonen e Jack Casady)
2. How Long Blues – 3:58 (Leroy Carr)
3. Uncle Sam Blues – 4:56 (Tradizionale; arrangiamento di Jorma Kaukonen e Jack Casady)
4. Don't You Leave Me Here – 3:01 (Jelly Roll Morton)
5. Death Don't Have No Mercy – 6:17 (Rev. Gary Davis)
6. Know You Rider – 4:07 (Tradizionale; arrangiamento di Jorma Kaukonen e Jack Casady)
7. Oh Lord, Search My Heart – 3:52 (Rev. Gary Davis)
8. Winin' Boy Blues – 5:31 (Jelly Roll Morton)
9. New Song (For the Morning) – 5:03 (Jorma Kaukonen)
10. Mann's Fate – 5:26 (Jorma Kaukonen)
11. Keep Your Lamps Trimmed and Burning – 3:48 (Rev. Gary Davis) – Bonus Track - Previously Unreleased
12. Candy Man – 3:35 (Rev. Gary Davis) – Bonus Track - Previously Unreleased
13. True Religion – 5:23 (Jorma Kaukonen) – Bonus Track - Previously Unreleased
14. Belly Shadow – 2:53 (Jorma Kaukonen) – Bonus Track - Previously Unreleased
15. Come Back Baby – 6:07 (Lightnin' Hopkins) – Bonus Track - Previously Unreleased

## Musicisti
- Jorma Kaukonen — chitarra acustica, voce
- Jack Casady — basso acustico
- Will Scarlett — armonica a bocca

Note aggiuntive
- Al Schmitt - produttore
- Paul Williams - produttore riedizione su CD
- Registrato dal vivo al The New Orleans House di Berkeley (California) il 16-18 settembre 1969[10]
- Allen Zentz - ingegnere delle registrazioni
- Dipinto copertina di Margareta Kaukonen
- Qut - art direction (grafica)
- Mike Frankel - fotografie[11]